# Santiago Guarderas
Santiago Guarderas Izquierdo es un abogado y político ecuatoriano. Fue Alcalde Metropolitano de Quito desde el 30 de septiembre de 2021 hasta el 14 de mayo de 2023. También se desempeñó como Vicealcalde Metropolitano de Quito desde el 14 de mayo de 2019 hasta el 29 de septiembre de 2021.

## Biografía
Es licenciado en ciencias jurídicas y doctor en jurisprudencia por la Pontificia Universidad Católica del Ecuador. 

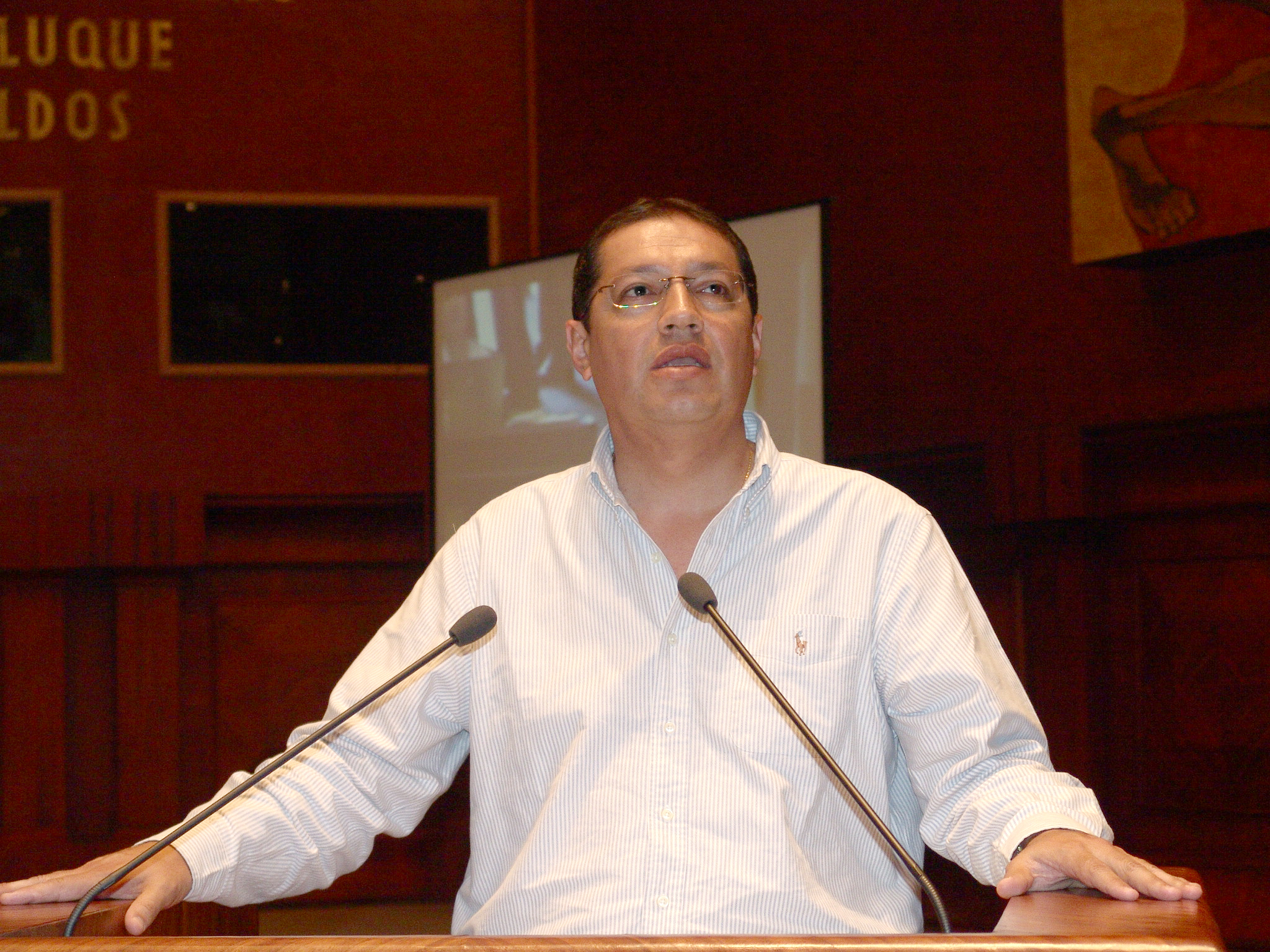
Guarderas, en 2009.

Fue decano y docente de la facultad de jurisprudencia de la misma universidad.

### Trayectoria política
Fue diputado por la Provincia de Pichincha por la Red Ética y Democracia en el Congreso Nacional del Ecuador en 2007 hasta su disolución. Posterior a ello, se candidateó a la Asamblea Constituyente en el mismo año. Hasta 2018 se desempeñó como Director Provincial del Partido Social Cristiano en Pichincha, partido por el cual fue candidato a la Asamblea Nacional del Ecuador en 2017.

### Vicealcalde de Quito
Tras las elecciones seccionales de 2019, fue electo como concejal por el movimiento Unión Ecuatoriana. En la primera sesión del Concejo, fue designado vicealcalde de la ciudad con 12 votos a favor. 
El 19 de julio de 2021 asumió el puesto de Alcalde Metropolitano de Quito tras la anulación de las acciones de protección que impedían la remoción del exacalde Jorge Yunda, quien fue separado de su cargo por decisión del Concejo Metropolitano de Quito con 14 votos a favor, y ratificada por el Tribunal Contencioso Electoral.
Sin embargo, el 30 de julio de 2021 la Corte de Pichincha deja sin efecto el proceso de remoción a Jorge Yunda, por lo que la posesión de Guarderas quedó sin efecto.

### Alcaldía de Quito
El 29 de septiembre, la Corte Constitucional aceptó la acción de protección interpuesta por Guarderas, dejando sin efecto los fallos judiciales favorables a Yunda, confirmando su sucesión como alcalde, siendo esta sentencia de última instancia y dejando precedente constitucional.